# Great Tew
Great Tew è un villaggio e una parrocchia civile situata sulle Cotswold Hills, nell'Oxfordshire occidentale, in Inghilterra.
Il censimento del 2011 ha registrato una popolazione di 156 abitanti..

## Archeologia
La prova che l'area era abitata da almeno l'età del bronzo è confermata da un tumulo a circa 1,6 km a sud del villaggio.
Gli scavi del sito di una villa romana a 2,4 km a sud-est del paese a Beaconsfield Farm rivelato la presenza un ipocausto e un mosaico, ceramiche risalenti al III e IV secolo dC; questa è la prova che l'occupazione del sito potrebbe essere avvenuta all'inizio del II secolo d.C.